# 徳田新之介
徳田 新之介（とくだ しんのすけ、1995年12月6日 - ）は、山口県岩国市出身のハンドボール選手。日本ハンドボールリーグの豊田合成所属。3歳下の弟廉之介もハンドボール選手である。

## 経歴
山口県立岩国工業高等学校時代は2012年の第63回全日本高等学校ハンドボール選手権大会（インターハイ）で優秀選手に選ばれた。2013年には第5回男子ユース世界選手権の日本代表U-19に選出された。
高校卒業後は筑波大学へ進学。2014年には第14回男子ジュニアアジア選手権の日本代表U-21に選出。ジュニアアジア選手権では3位となり、日本としては1985年第5回大会以来30年ぶりの世界ジュニア選手権の出場権を獲得する。2015年には第20回男子ジュニア世界選手権に選出された。日本は開幕戦で開催国ブラジルと対戦し、完全アウェイのなか、前半15-14とリードするが最終的に30-31の1点差で惜しくも敗戦する。最終的に日本はこの大会を24か国中18位で大会を終えるが、2013年世界ユースにひき続き、30年ぶりにアンダーカテゴリーの世界大会に復帰し、選手のキャリア形成の上で貴重な国際経験を積むことができた。
2016年1月に第17回男子アジア選手権の日本代表に選出。同大会では17得点を挙げた。同年の関東学生ハンドボール・秋季リーグでは最優秀選手に選ばれた。
2017年1月に第25回男子世界選手権の日本代表に選出。6月には第5回東アジアU-22ハンドボール選手権の日本代表に選ばれた。同年の全日本学生ハンドボール選手権大会では優秀選手賞を受賞。
2018年1月に行われたアジア選手権後の2月2日にハンガリー・K&HリーガのダバシュVSE KCへ加入。
2019年5月に、ハンガリーリーグ終了後に日本ハンドボールリーグの豊田合成へ加入することを自身のブログで発表した。

## 詳細情報

### 記録

#### 日本ハンドボールリーグ
- フィールドゴール初得点：2019年7月13日、対トヨタ自動車東日本戦（大和町総合体育館）[13]

### 背番号
- 7 (2018年 - 2019年)
- 19 (2019年 - )

## 代表歴

### 日本代表
- オリンピック (2021年・2024年)
- 世界選手権 (2017年・2019年・2021年)
- アジア選手権 (2016年・2018年・2020年・2024年)
- アジア競技大会 (2018年・2023年)
- ジャパンカップ (2018年・2019年)
- ヒロシマ国際大会 (2016年)
- 日韓定期戦 (2017年・2018年・2019年)
- インターナショナルマッチ (2018年)
- 欧州遠征 (2019年)

#### 大会別成績
| 年     | 大会       | 対戦国                  | フィールド 得点 | 率   | 7m  | 合計 | 警告 | 退場 | 失格 |
| ------ | ---------- | ----------------------- | --------------- | ---- | --- | ---- | ---- | ---- | ---- |
| 2017年 | 世界選手権 | ロシア戦 (予選)         | 4/7             | .571 | 0/0 | 4/7  | 0    | 0    | 0    |
| 2017年 | 世界選手権 | フランス戦 (予選)       | 4/9             | .444 | 0/0 | 4/9  | 0    | 0    | 0    |
| 2017年 | 世界選手権 | ブラジル戦 (予選)       | 7/11            | .636 | 0/0 | 7/11 | 0    | 0    | 0    |
| 2017年 | 世界選手権 | ポーランド戦 (予選)     | 4/6             | .667 | 0/0 | 4/6  | 0    | 0    | 0    |
| 2017年 | 世界選手権 | ノルウェー戦 (予選)     | 3/10            | .300 | 0/0 | 3/10 | 0    | 0    | 0    |
| 2017年 | 世界選手権 | アンゴラ戦 (順位決定戦) | 8/10            | .800 | 0/0 | 8/10 | 0    | 0    | 0    |
| 2017年 | 世界選手権 | チリ戦 (21-22位戦)      | 2/5             | .400 | 0/0 | 2/5  | 1    | 0    | 0    |
| 2019年 | 世界選手権 | 北マケドニア戦 (予選)   | 2/6             | .333 | 0/0 | 2/6  | 0    | 0    | 0    |
| 2019年 | 世界選手権 | クロアチア戦 (予選)     | 3/6             | .500 | 3/4 | 6/10 | 1    | 0    | 0    |
| 2019年 | 世界選手権 | スペイン戦 (予選)       | 5/9             | .556 | 2/3 | 7/12 | 0    | 0    | 0    |
| 2019年 | 世界選手権 | アイスランド戦 (予選)   | 3/5             | .600 | 0/1 | 3/6  | 0    | 0    | 0    |
| 2019年 | 世界選手権 | バーレーン戦 (予選)     | 0/1             | .000 | 0/1 | 0/2  | 0    | 0    | 0    |
| 2019年 | 世界選手権 | 朝鮮戦 (21-24位戦)      | 2/4             | .500 | 0/0 | 2/4  | 0    | 1    | 0    |
| 2019年 | 世界選手権 | アンゴラ戦 (21-24位戦)  | 1/2             | .500 | 0/0 | 1/2  | 0    | 0    | 0    |

### 日本代表U-24
- 世界学生選手権 (2016年)

### 日本代表U-22
- U-22東アジア選手権 (2017年)

### 日本代表U-21
- ジュニア世界選手権 (2015年)
- ジュニアアジア選手権 (2014年)

### 日本代表U-19
- ユース世界選手権 (2013年)
- アジアユース選手権 (2012年)